# Cadel Evans Great Ocean Road Race 2024 (Frauen)
Das Cadel Evans Great Ocean Road Race 2024 war ein Straßenrennen für Frauen. Es fand am 27. Januar 2024 statt, einen Tag vor dem gleichnamigen Männer-Rennen, und war Teil der UCI Women’s WorldTour. Sponsor des Rennens war die Deakin University, weshalb die Austragung auch den Namen Deakin University Elite Women’s Road Race trug.

## Teilnehmende Mannschaften
| UCI Women's WorldTeams (9)- AG Insurance-Soudal Team - Canyon-SRAM Racing - FDJ-Suez - Human Powered Health - Lidl-Trek - Liv AlUla Jayco - Team DSM-Firmenich PostNL - Team Visma \| Lease a Bike - UAE Team ADQ UCI Women's Continental Teams (6)- Ara-Skip Capital - Team BridgeLane - Lifeplus Wahoo - St Michel-Mavic-Auber93 - Tashkent City Women Professional Cycling Team - Team Coop-Repsol Nationalmannschaft- Australien |
| |

## Streckenführung
Die Strecke war im Wesentlichen identisch zum Vorjahr. Start und Ziel waren in Geelong; die ersten drei Viertel des Rennens bestanden aus einer großen Runde im Süden der Stadt bis hin zur Küste. Im Finale wurde zweimal eine 16,7 km lange Runde im Stadtgebiet mit den Steigungen der Challambra Crescent und der Melville Avenue gefahren, neun bzw. fünf Kilometer vor dem Ende. Die Ziellinie befand sich auf der Promenade entlang der Corio Bay.

## Rennverlauf und Ergebnis
Das Peloton kam geschlossen zum Beginn der beiden Schlussrunden. Auf der ersten Befahrung der Challambra Crescent reduzierte sich das Feld, und Audrey Cordon-Ragot wagte einen Alleingang. Sie gewann rund 45 Sekunden Vorsprung, wurde aber vor der zweiten Befahrung von Challambra Crescent wieder eingeholt. Auf diesem zweiten Anstieg gewann Cecilie Uttrup Ludwig zehn Sekunden Vorsprung auf ein Dutzend Verfolgerinnen, von denen Rosita Reijnhout und Dominika Włodarczyk sie auf der Melville Avenue einholten. Die bis dahin unbekannte 19-jährige Reijnhout attackierte vier Kilometer vor dem Ende und konnte ihren knappen Vorsprung bis ins Ziel behaupten. Włodarczyk schlug Uttrup Ludwig im Sprint um die Podiumsplätze.
Außer dem Tagessieg wurden zwei Sonderwertungen vergeben. Die Bergwertung umfasste die beiden Befahrungen der Challambra Crescent und ging an Cecilie Uttrup Ludwig. Sprintwertungen gab es in Torquay, Barwon Heads sowie bei der Zieldurchfahrt zu Beginn der letzten Runde; diese trug Nienke Veenhoven davon.
| \| Gesamtwertung \| Gesamtwertung \| Gesamtwertung \| Gesamtwertung \| Gesamtwertung \| \| Fahrerin \| Fahrerin \| Land \| Team \| Zeit \| \| ------------- \| ---------------------------- \| ---------------------- \| -------------------------- \| --------------- \| \| 1. \| Rosita Reijnhout \| Niederlande \| Team Visma \\| Lease a Bike \| 3 h 53 min 31 s \| \| 2. \| Dominika Włodarczyk \| Polen \| UAE Team ADQ \| + 0 s \| \| 3. \| Cecilie Uttrup Ludwig \| Dänemark \| FDJ-Suez \| + 0 s \| \| 4. \| Ruth Edwards \| Vereinigte Staaten \| Human Powered Health \| + 5 s \| \| 5. \| Grace Brown \| Australien \| FDJ-Suez \| + 5 s \| \| 6. \| Francesca Barale \| Italien \| Team dsm-firmenich PostNL \| + 5 s \| \| 7. \| Victorie Guilman \| Frankreich \| St Michel-Mavic-Auber 93 \| + 5 s \| \| 8. \| Sarah Roy \| Australien \| Australien \| + 5 s \| \| 9. \| Kimberley Le Court de Billot \| Mauritius \| AG Insurance-Soudal Team \| + 5 s \| \| 10. \| Alice Towers \| Vereinigtes Königreich \| Canyon-SRAM Racing \| + 5 s \| |                              |                        |                            |                 |
| |                              |                        |                            |                 |
| Quelle: ProCyclingStats |                              |                        |                            |                 |
| Gesamtwertung |                              |                        |                            |                 |
| Fahrerin | Fahrerin                     | Land                   | Team                       | Zeit            |
| 1. | Rosita Reijnhout             | Niederlande            | Team Visma \| Lease a Bike | 3 h 53 min 31 s |
| 2. | Dominika Włodarczyk          | Polen                  | UAE Team ADQ               | + 0 s           |
| 3. | Cecilie Uttrup Ludwig        | Dänemark               | FDJ-Suez                   | + 0 s           |
| 4. | Ruth Edwards                 | Vereinigte Staaten     | Human Powered Health       | + 5 s           |
| 5. | Grace Brown                  | Australien             | FDJ-Suez                   | + 5 s           |
| 6. | Francesca Barale             | Italien                | Team dsm-firmenich PostNL  | + 5 s           |
| 7. | Victorie Guilman             | Frankreich             | St Michel-Mavic-Auber 93   | + 5 s           |
| 8. | Sarah Roy                    | Australien             | Australien                 | + 5 s           |
| 9. | Kimberley Le Court de Billot | Mauritius              | AG Insurance-Soudal Team   | + 5 s           |
| 10. | Alice Towers                 | Vereinigtes Königreich | Canyon-SRAM Racing         | + 5 s           |